# Metro Ethernet Forum
Le Metro Ethernet Forum (MEF) est une association à but non lucratif fondée en 2001 aux États-Unis dans l'État de Californie, dont l'objectif est d'accélérer le développement des services et des réseaux ethernet métropolitains de classe opérateur (en anglais Carrier Ethernet).
Organisation industrielle de référence active à l'échelle mondiale, elle comprend plus d'une centaine de sociétés membres parmi lesquelles on trouve les principaux fournisseurs de services de télécommunications (ex. BT, France Télécom, Swisscom, Verizon...), des fournisseurs d'équipements de réseaux (ex. Alcatel-Lucent, Ericsson, Nortel...), des éditeurs de logiciels (ex. InfoVista), des fabricants de semi-conducteurs (ex. Broadcom), des sociétés spécialisées dans l'instrumentation et les tests (ex. EANTC), ainsi que d'autres instances de normalisation similaires (ex. CableLabs). 
Le MEF cherche à faciliter l'interopérabilité des services et des réseaux Ethernet des différents opérateurs, par le biais d'activités de spécifications techniques, d'accords de mise en œuvre et de campagnes de tests.